# Góry Czułyszmańskie
Góry Czułyszmańskie (ros.: Чулышманское нагорье, Czułyszmanskoje nagorje) – góry w azjatyckiej części Rosji, we wschodnim Ałtaju, między doliną rzeki Czułyszman na południowym zachodzie i Górami Szapszalskimi na północnym zachodzie. Wznoszą się średnio na wysokość 2000–2200 m n.p.m. i składają się z pojedynczych masywów (najwyższy ma wysokość 3148 m n.p.m.). Zbudowane są z łupków krystalicznych i granitów. Do wysokości 2000 m n.p.m. występuje tajga modrzewiowa i sosnowo-modrzewiowa, w wyższych partiach dominuje tundra górska.